# Bakonyjákó
Bakonyjákó là một thị trấn thuộc hạt Veszprém, Hungary. Thị trấn này có diện tích 47,18 km², dân số năm 2010 là 655 người, mật độ 14 người/km².